# Ave Maria (Bruckner, 1861)
Ave Maria, WAB 6 ist eine Vertonung des Ave Maria von Anton Bruckner. Bruckner komponierte es 1861 in Linz. Zuvor hatte Bruckner 1856 eine erste Vertonung für Sopran- und Altsolist, gemischten Chor, Orgel und Violoncello (WAB 5) komponiert. Später vertonte er 1882 den Text erneut für Solostimme (Alt) und Klavier (Orgel, Klavier oder Harmonium) (WAB 7).

## Entstehung und Stellung im Gesamtwerk
Bruckner komponierte die Motette 1861. Er tat dies, nachdem er fünf Jahre lang bei Simon Sechter studiert hatte. Die Motette wurde am 12. Mai 1861 als Offertorium einer Messe im Alten Dom, Linz uraufgeführt. Bruckner war ihr Organist und ab 1860 auch Direktor der Liedertafel Frohsinn, die er zur Feier ihres Gründungsjubiläums aufführte.
Die Handschrift ist verschollen, aber Kopien befinden sich im Archiv der Österreichischen Nationalbibliothek und des Stifts St. Florian. Das Stück, das manchmal als Offertorium bezeichnet wird, wurde zusammen mit dem  Tota pulchra es von Emil Wetzler in Wien 1867 veröffentlicht. Es ist in Band XXI/20 der Gesamtausgabe herausgegeben.

## Musik
Bruckner vertonte das Stück in F-Dur und vertonte es für sieben unbegleitete gemischte Stimmen.

Im ersten Teil des 51-Takt langen Ave Maria beginnen die Oberstimmen, während (Takt 10) die Unterstimmen mit et benedictus ... antworten. Alle Stimmen verkünden vereint den Namen Jesus dreimal in wachsender Intensität (Takte 15–20).

Der zweite Teil beginnt im Kanon über Sancta Maria und entwickelt  diminuendo  mit einem Fermate auf Takt 30 (ora pro nobis).

## Diskografie
Die erste Aufnahme von Bruckners zweitem Ave Maria entstand in den frühen 1920er Jahren:
- Pius Kalt, Choir of the St.-Hedwigs-Kathedrale, 78 rpm: Grammophon J 25010, before 1925

A selection among the about 150 commercial recordings:
- John Alldis, John Alldis Choir: Bruckner, Messiaen, Debussy, Schönberg – LP: Argo ZRG 523, 1967
- Eric Ericson, Schwedischer Rundfunkchor: Treasures – CD: Caprice Records CAP 21814, 1975
- Hans Zanotelli, Philharmonia Vokalensemble Stuttgart: Anton Bruckner, Lateinische Motetten – CD: Calig CAL 50 477, 1979
- Matthew Best, Corydon Singers: Bruckner: Motets - CD: Hyperion CDA66062, 1982
- Philippe Herreweghe, la Chapelle Royale/Collegium Vocale, Ensemble Musique Oblique: Bruckner: Messe en mi mineur; Motets - CD: Harmonia Mundi France HMC 901322, 1989
- John Rutter, The Cambridge Singers: The Cambridge Singers Collection – CD: Collegium CSCD501, 1991
- Uwe Gronostay, Niederländischer Kammerchor: Bruckner/Reger – CD: Globe GLO 5160, 1995
- Winfried Toll, Frankfurter Kantorei: Der Himmel lacht, die Erde jauchzt – CD: Peters Musikverlag, 2002
- Dan-Olof Stenlund, Malmö Kammarkör: Bruckner: Ausgewählte Werke - CD: Malmö Kammarkör MKKCD 051, 2004
- Peter Dijkstra, Chor des Bayerischen Rundfunks: Machet die Tore weit – CD: Oehms Classics OC 535, 2005
- Petr Fiala, Tschechischer Philharmonischer Chor Brno: Anton Bruckner: Motets - CD: MDG 322 1422-2, 2006
- Michael Stenov, Cantores Carmeli: Benefizkonzert Karmelitenkirche Linz - CD/DVD herausgegeben vom Chor, 2006 und am YouTube.[5]
- Erwin Ortner, Arnold Schoenberg Chor: Anton Bruckner: Tantum ergo - CD: ASC Edition 3, AusgabeD des Chores, 2008
- Tone Bianca Sparre Dahl, Schola Cantorum (Norwegen): Hymn to the Virgin – CD: Lindberg Lyd 2L-095, 2011
- Otto Kargl, Domkantorei St. Pölten, Cappela Nova Graz: Bruckner: Messe e-Moll, CD: ORF CD 3174, 2013
- Philipp Ahmann, MDR-Rundfunkchor Leipzig: Anton Bruckner und Michael Haydn - Motetten – SACD: Pentatone PTC 5186 868, 2021